# Inverness brunn

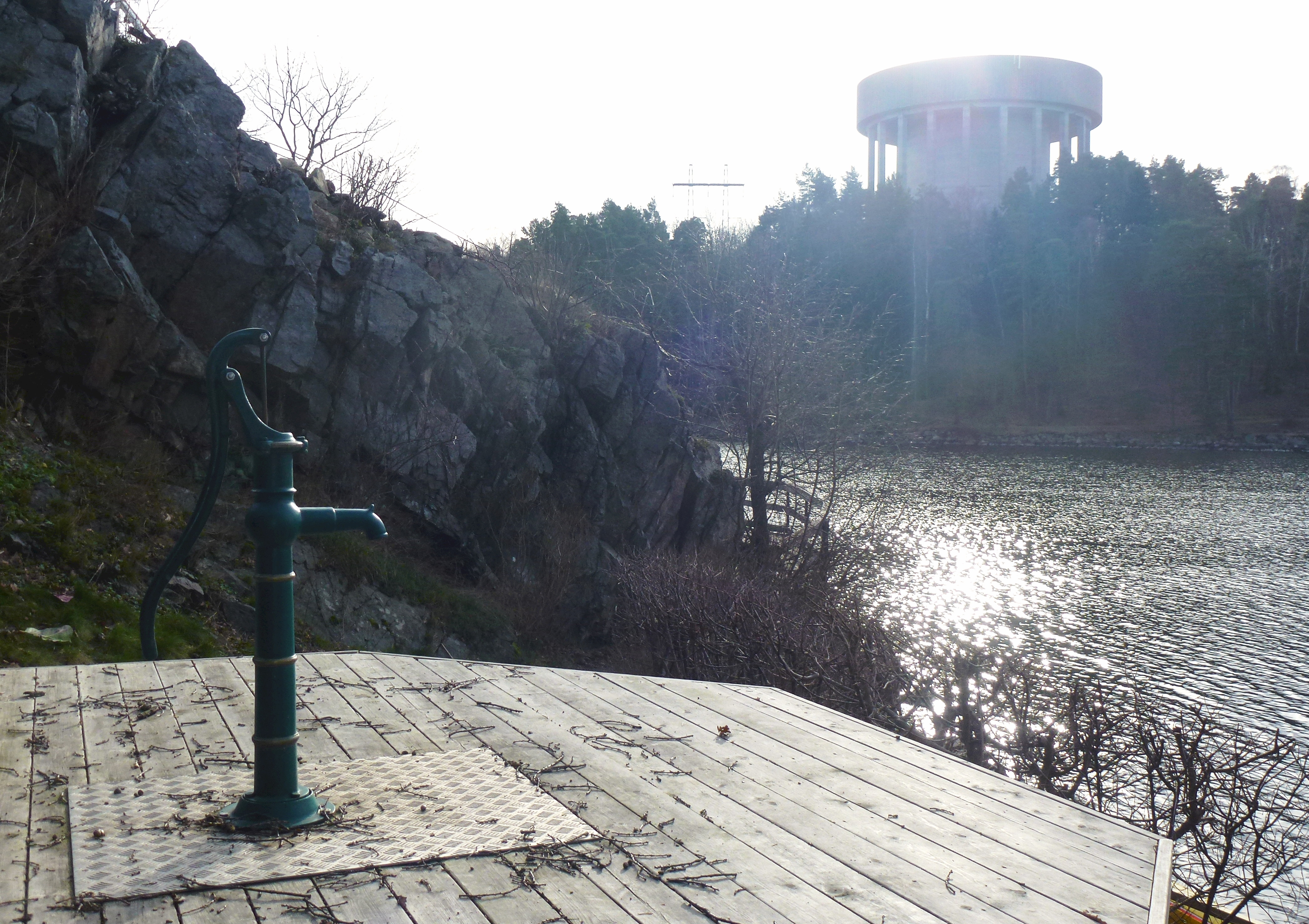
Handpumpen på Inverness källa, 2014.

Inverness brunn var ett bryggeri som låg i Inverness i kommundelen Stocksund, Danderyds kommun. Bryggeriet existerade mellan 1929 och 1945 och producerade bland annat Sveriges första Club soda. Inverness källa finns fortfarande kvar vid Stocksundets strand, vattnet är dock otjänligt och smakar salt.

## Historik

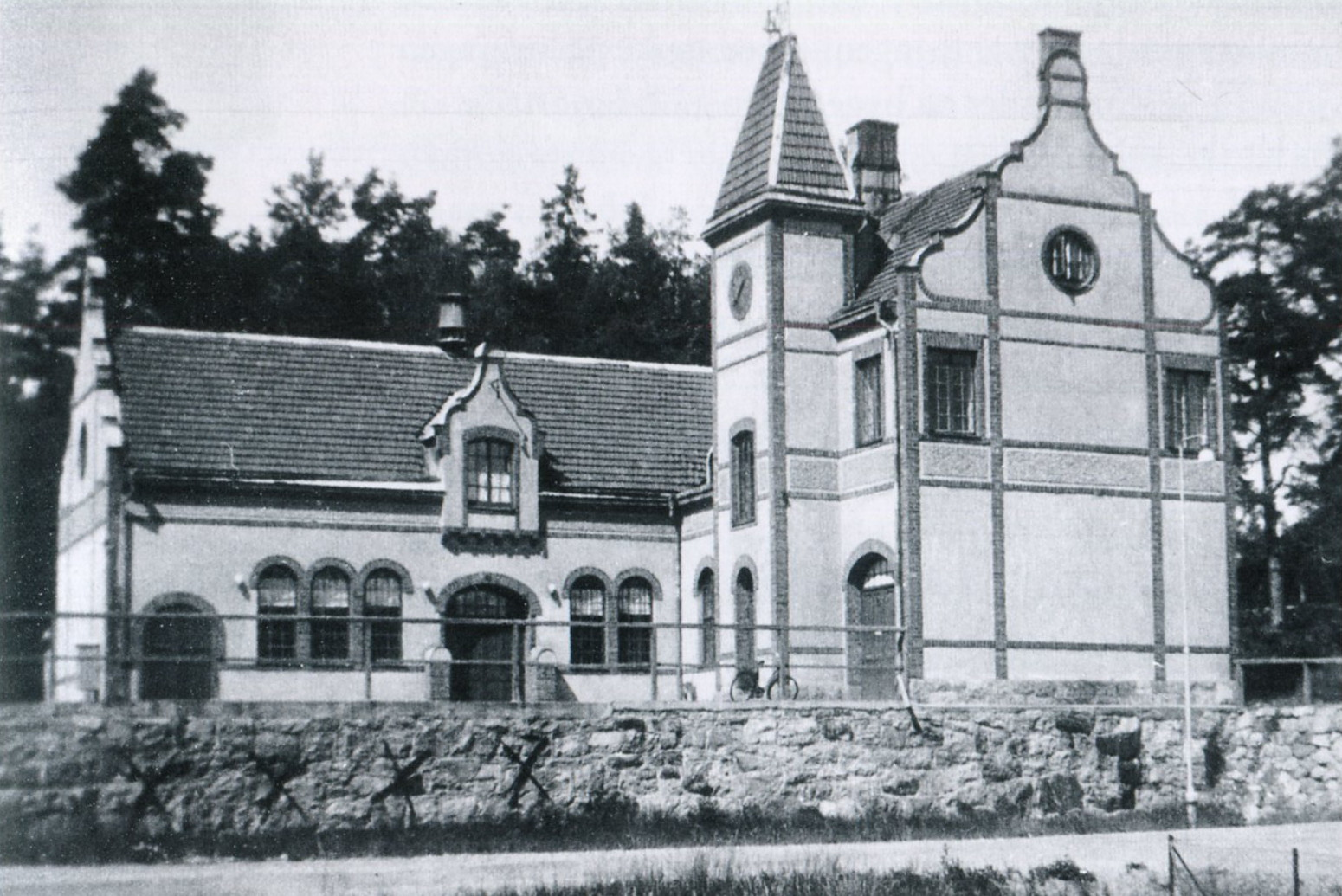
Inverness brunns vattenfabrik (f.d. stall).

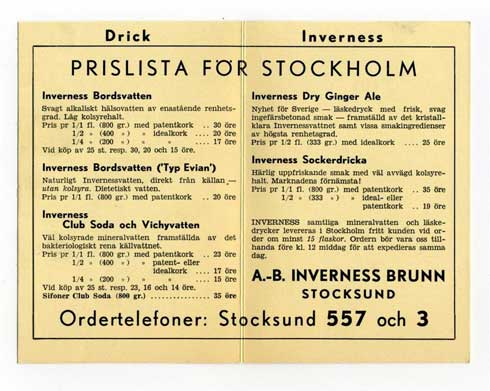
Prislista för Stockholm 1931.

Initiativtagare till Inverness brunn var Torsten Ax:son Johnson (1883-1959), son till skeppsredaren Axel Johnson. Torsten övertog bland annat Inverness efter sin far och styckade 1926 marken för villatomter. År 1929 startade han tillsammans med sin bror ett bryggeri i ett numera rivet stall vid nuvarande Klostervägen 1. 
Vattnet kom från en källa nere vid stranden till Stocksundet och beskrevs i Svenska Dagbladet som ”ett bordsvatten av ovanlig renhetsgrad och med källfrisk smak”. Redan första sommaren (1929)  levererade fabriken 700 000 flaskor vatten och läskedrycker. I sortimentet fanns bland annat Bordsvatten, Vichyvatten, Dry ginger ale, Sockerdricka, Grappo och Club soda. Receptet för Club soda hade den bereste Torsten Ax:son Johnson troligen hämtat från Irland, där Club soda funnits sedan 1877. Bryggeriets flaskor fick ett tilltalande yttre och kunde ställas direkt på bordet.
Källan vid Stocksundet övergavs ganska snabb, eftersom den tog in saltvatten. En ny brunn borrades cirka 80 meter högre upp. Brunnshusets portal kom från 1700-talets ”Källaren Druvan” i Gamla stan (senare skänkt till Stockholms stadsmuseum). Fabriken lades ner 1945 men varumärket Club soda levde vidare först hos Apotekarnes, sedan hos Pripps och därefter hos Carlsberg som år 2000 övertog Pripps. År 2006 försvann Club soda slutligen ur sortimentet. Den ursprungliga källan vid Stocksundet finns kvar och rustades 2009 upp av Danderyds kommun. Här står nu en handpump som ger saltvatten.

## Källor

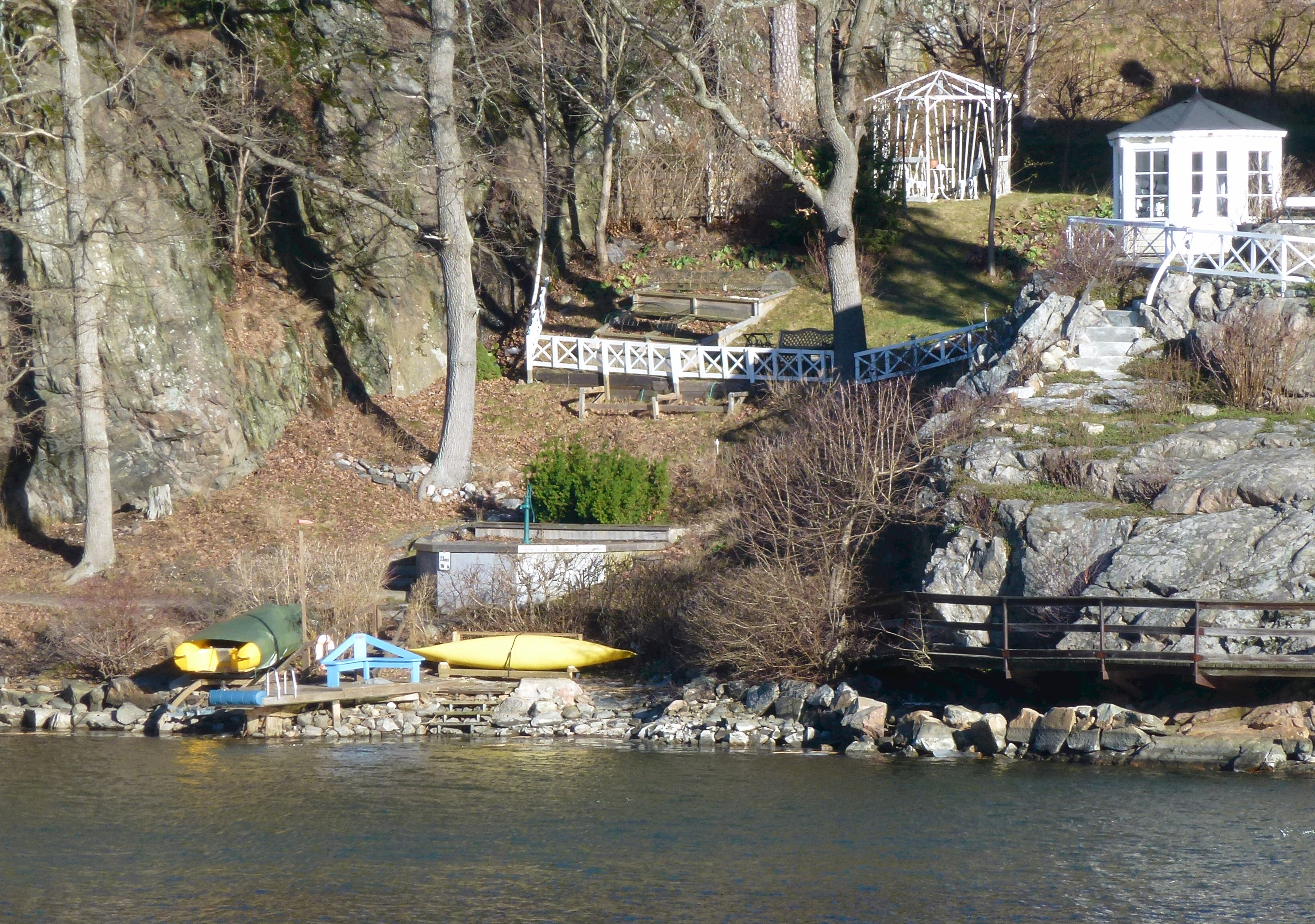
Brunnen (med handpumpen) sedd över Stocksundet från syd, 2014.